# The Ghost Monument
"The Ghost Monument" é o segundo episódio da décima primeira temporada da série de ficção científica britânica Doctor Who, transmitido originalmente através da BBC One em 14 de outubro de 2018. Foi escrito pelo showrunner e produtor executivo da série, Chris Chibnall, sendo dirigido por Mark Tonderai.
Na sequência de "The Woman Who Fell to Earth", a nova Doutora (Jodie Whittaker) e seus novos companheiros – Graham O'Brien (Bradley Walsh), Ryan Sinclair (Tosin Cole) e Yasmin Khan (Mandip Gill) – encontram-se resgatados por dois pilotos competindo em uma corrida de grande escala que culminou com um evento final em um planeta perigoso para o grupo. Desde o episódio anterior, é o primeiro a exibir a abertura do programa de Whittaker, e o primeiro a apresentar a TARDIS da Décima terceira Doutora.

## Enredo
Desde o teletransporte para o espaço, a Doutora e seus amigos encontram-se resgatados por dois pilotos humanoides, Angstrom e Epzo, como parte de uma grande corrida intergaláctica, na esperança de ganhar um prêmio que eles desejam. Aterrissando em um planeta que havia sofrido um evento catastrófico em seu passado, deixando-o perigoso para habitação apesar de uma atmosfera respirável, a Doutora e seus companheiros se juntam aos pilotos em reunião com o organizador da corrida, Ilin – um ex-vencedor da corrida, agora em encarregado de executá-la através de um sistema de computador hologramático. Ambos os pilotos descobrem que eles têm mais um evento na corrida para completar, exigindo que eles alcancem um objeto conhecido como Monumento Fantasma, enquanto aderem a regras que os impedem de se matarem, não viajarem à noite ou beberem a água do planeta, e alcançando a linha de chegada antes de uma rotação completa do planeta.
Buscando respostas sobre a raça, a Doutora pede a Ilin que lhe conte sobre o monumento, e descobre em seus bancos de dados que é na realidade a sua TARDIS, que vem entrando e saindo da realidade desde o estrago que sofreu. Juntando-se aos pilotos em sua corrida, a Doutora informa seus novos amigos que ela promete levá-los para casa, se eles a ajudarem a chegar à linha de chegada. Com a ajuda deles, o grupo localiza um barco solar, consertando e usando para alcançar as ruínas de uma antiga civilização, agora habitada por soldados cibernéticos. Forçado a perdê-los, a Doutora usa os restos de um para acionar um pulso eletromagnético para desabilitá-los temporariamente, enquanto localiza uma série de túneis que podem reduzir seu tempo de viagem. Durante este tempo, a Doutora descobre que Angstrom busca a vitória para reunir sua família, depois que Stenza capturou seu planeta e começou a limpá-lo etnicamente, enquanto Epzo busca o prêmio para provar a si mesmo, tendo uma falta de confiança incutida nele por sua mãe.
Aprendendo sobre a história do planeta, o grupo descobre que foi submetido a um ataque de Stenza que o destruiu, e que ele foi habitado por seres conhecidos como Remanescentes que limparam os feridos e mataram alvos com medo. Superando-os, o grupo segue em direção à linha de chegada, onde a Doutora convence Angstrom e Epzo a se aventurarem juntos na tenda de Ilen e reivindicar uma vitória conjunta. Embora Ilen esteja relutante em concordar com isso, ambos o ameaçam se ele não o fizer, levando-o a teletransportar os pilotos para fora do planeta. Quando eles foram deixados para trás, a Doutora pede desculpas por falhar em cumprir sua promessa, mas de repente se surpreende ao ouvir a TARDIS emergindo, e usa sua nova chave de fenda sônica para trazê-la. Com sua nave devolvida, a Doutora acha que mudou, tanto externamente como internamente, e oferece a seus novos amigos uma viagem para casa, como ela prometeu.

## Produção

### Elenco
Shaun Dooley foi anunciado para aparecer na série em julho de 2018, enquanto após o episódio de estreia, "The Woman Who Fell to Earth", foi divulgado, foi confirmado que Susan Lynch e Art Malik estariam entre um número de atores convidados que apareceriam na temporada.

### Filmagens
As filmagens começaram em janeiro de 2018 na África do Sul. De acordo com o elenco, a seca significou que eles estavam limitados a chuvas de dois minutos, enquanto o clima quente levou a Tosin Cole a desenvolver insolação. Nem tudo no episódio foi filmado no país, com algumas cenas interiores — incluindo as que envolvem o personagem de Art Malik, Ilin — sendo filmadas no Roath Lock Studios em Cardiff.

## Transmissão e recepção
| Críticas profissionais            | Críticas profissionais |
| Avaliações da crítica             | Avaliações da crítica  |
| Fonte                             | Avaliação              |
| --------------------------------- | ---------------------- |
| Rotten Tomatoes (Tomatometer)     | 95%                    |
| Rotten Tomatoes (Pontuação geral) | 7,71                   |
| Entertainment Weekly              | B+                     |
| Daily Mirror                      | [ 7 ]                  |
| IndieWire                         | A-                     |
| New York Magazine                 | [ 9 ]                  |
| Radio Times                       | [ 10 ]                 |
| The A.V. Club                     | B-                     |
| The Independent                   | [ 12 ]                 |
| TV Fanatic                        | [ 13 ]                 |

### Televisão
A nova sequência do título de abertura não foi incluída no episódio de estreia, mas apareceu nesse episódio.

### Audiência
O episódio foi assistido por 7,11 milhões de telespectadores durante sua exibição inicial, sendo a segunda maior audiência naquela noite. O episódio também teve uma participação de audiência de 33,4%.

### Recepção crítica
"The Ghost Monument" recebeu críticas positivas dos críticos. O episódio atualmente detém uma pontuação de 93% no Rotten Tomatoes, com uma pontuação média de 7,71. O consenso do site diz: "O retorno de um velho amigo e de um novo monstro indutor de pesadelo torna 'The Ghost Monument' um poderoso passo à frente e um retorno divertido aos Doutores do passado."